# Umphrey's McGee

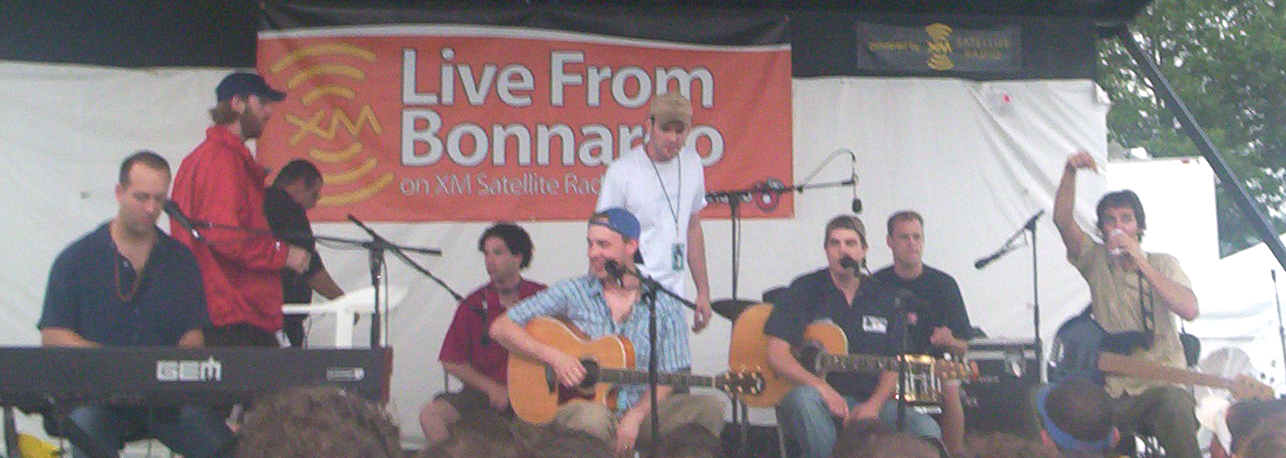

Umphrey's McGee é uma banda de rock progressivo influenciada por bandas como King Crimson, Yes, Pink Floyd, Dream Theater, Frank Zappa, e Genesis, assim como por bandas de heavy metal como Iron Maiden.

## Integrantes atuais
- Brendan Bayliss - guitarra, vocal (desde 1997)
- Jake Cinninger - guitarra, vocal (desde 2000)
- Joel Cummins - teclado, vocal (desde 1997)
- Ryan Stasik - baixo (desde 1997)
- Kris Myers - bateria (desde 2003)
- Andy Farag - percussão (desde 1998)

## Integrantes originais
- Brendan Bayliss - guitarra, vocal (desde 1997)
- Joel Cummins - teclado, vocal (desde 1997)
- Ryan Stasik - baixo (desde 1997)
- Mike Mirro - bateria (1997-2002)

## Discografia
- Greatest Hits Vol. III (1998) (Bayliss/Cummins/Stasik/Mirro)
- Songs for Older Women (1999, gravado ao vivo em 1998) (Bayliss/Cummins/Stasik/Mirro/Farag)
- One Fat Sucka (2000, recorded live) (Bayliss/Cummins/Stasik/Mirro/Farag/Cinninger)
- Local Band Does OK (2002) (Bayliss/Cummins/Stasik/Mirro/Farag/Cinninger)
- Local Band Does OKlahoma (2003, gravado ao vivo) (Bayliss/Cummins/Stasik/Myers/Farag/Cinninger)
- Anchor Drops (2004) (Bayliss/Cummins/Stasik/Myers/Farag/Cinninger)
- Safety In Numbers (2006) (Bayliss/Cummins/Stasik/Myers/Farag/Cinninger)
- The Bottom Half (2007) (Bayliss/Cummins/Stasik/Myers/Farag/Cinninger)
- Live at the Murat (2007) (Bayliss/Cummins/Stasik/Myers/Farag/Cinninger)
- Mantis (2009) (Bayliss/Cummins/Stasik/Myers/Farag/Cinninger)
- Death by Stereo (2011) (Bayliss/Cummins/Stasik/Myers/Farag/Cinninger)